# فلاح السوداني
عبدالفلاح حسن حمادي السوداني المولود في جنوب العراق بمحافظة البصرة عام 1947م، نشأ وترعرع في قرى محافظة البصرة حتى حصل على شهادة البكلوريوس من كلية العلوم / جامعة البصرة في حدود العام 1970م حيث عمل بعد تخرجه بنفس السنة بالتدريس الثانوي لمدة تزيد على السبع سنوات حتى عام 1977م ثم غادر بعدها إلى بريطانية وتجنس بالبريطانية وعائلته تقيم في لندن وتحمل الجنسية البريطانية.
إنشغل بالبحث الجامعي من العام 1981 وحتى 1984م، إلى ان حصل على دكتوراه كيمياء حيوية – جامعة ويلز سوانزي 1981 واصدر خلال هذه الفترة نشرة الارشيف السياسي، وعمل محررا في مجلة «العالم» الاسبوعية الصادرة في لندن حتى عام 1999م، كما تولى عبدالفلاح السوداني رئاسة وإدارة ندوات مركز الشرق للدراسات.
أما في الحديث عن النشاط السياسي فنعود بالزمن إلى عام 1963م حيث كانت تلك السنة بداية نشاطه السياسي عندما كان طالبا في المرحلة المتوسطة، حيث كان يلقي الخطب السياسية في المحافل العامة التي يرعاها حزب الدعوة الإسلامية في ذلك الوقت، بدعم من مرجعية الصدر الأول.
وكان السوداني أول المساهمين ساهم في تأسيس «الملتقى العراقي» الذي هو عبارة عن اجتماع دوري يناقش الوضع في العراقي.
انتخب السوداني القيادي في حزب الدعوة تنظيم العراق عضوا في الجمعية الوطنية العراقية عام 2005م، حيث انبثق عن الجمعية الوطنية حكومة الجعفري سيئت الصيت.
وتم اختيار السوداني لمنصب وزير التربية ابان فترة حكم إبراهيم الجعفري، ثم بعد اتخابات نهاية عام 2005، اختير السوداني لشغل منصب وزير التجارة، الذي أصبح في ما بعد كرسي الانتحار السياسي بالنسبة للسوداني.
تم استجوابه في مجلس النواب من قبل لجنة النزاهة البرلمانية وتم إصدار امر قبض قضائي بحق عبدالفلاح السوداني وشقيقه صباح السوداني ومستشار الوزارة الاعلامي، على اثر جملة من المستندات التي تورط بها السوداني، والتي منها تأسيس اثنين من أشقاء عبد الفلاح السوداني> بمشاركة ولده مصعب لشركة تجارية وهمية لها عقود بمبالغ كبيرة لتوريد مواد غذائية لحساب وزارة التجارة، وتوقيع عقود مع شركات توريد مواد غذائية بمبالغ خيالية غير صالحة للاستهلاك البشري.